# Веркблей
Веркблей (від нім. Werkblei, що складається з коренів: Werk — виріб, робота і Blei — свинець — назва, що виходить із вжитку: в обробній промисловості і чорній/кольоровій металургії під цією назвою розуміють чорновий свинець, а також свинець з домішкою інших металів, що виходить у процесі плавлення свинцевих руд або рудних агломератів. 

## Історія
Термін згадується Г.Агріколою у його фундаментальній праці «Про гірничу справу та металургію» (De Re Metallica), де він описує 
"сплав золота зі свинцем або срібла зі свинцем, званий веркблеєм."

## Загальний опис
Кількість домішок у веркблеї варіює зазвичай у межах 2—3 %, і лише зрідка досягає показника 10 %. Як правило, у веркблеї найчастіше виявляються мідь і стибій, рідше присутні арсен, олово, бісмут, іноді в невеликих кількостях знаходять домішки таких металів, як цинк, нікель і кобальт. Крім чистих металів, у веркблеї містяться сульфіди свинцю, заліза та міді. Практично завжди у його складі є срібло, часто також золото. Для отримання чистого свинцю веркблей піддають процесу рафінування. Для очищення від домішок, веркблей спочатку нагрівають до температури 900—1000 °C, і після початку процесу подальшого охолодження він швидко очищається від домішок, оскільки вони погано розчиняються в свинці при дещо нижчих температурах.